# Хайян
Хайян (кит. спр. 海阳市, піньїнь: Hăiyáng Shì) — місто-повіт в центральнокитайській провінції Шаньдун, складова міста Яньтай.

## Географія
Хайян лежить на сході південної частини Яньтаю і виходить до Жовтого моря.

### Клімат
Місто знаходиться у зоні, котра характеризується вологим субтропічним кліматом. Найтепліший місяць — серпень із середньою температурою 25 °C (77 °F). Найхолодніший місяць — січень, із середньою температурою -2.2 °С (28 °F).
| Клімат Хайяна           | Клімат Хайяна | Клімат Хайяна | Клімат Хайяна | Клімат Хайяна | Клімат Хайяна | Клімат Хайяна | Клімат Хайяна | Клімат Хайяна | Клімат Хайяна | Клімат Хайяна | Клімат Хайяна | Клімат Хайяна | Клімат Хайяна |
| Показник                | Січ.          | Лют.          | Бер.          | Квіт.         | Трав.         | Черв.         | Лип.          | Серп.         | Вер.          | Жовт.         | Лист.         | Груд.         | Рік           |
| Середній максимум, °C   | 2             | 4             | 9             | 15            | 21            | 25            | 27            | 28            | 25            | 19            | 12            | 5             | 16            |
| Середня температура, °C | −2            | 0             | 4             | 10            | 16            | 21            | 24            | 25            | 20            | 14            | 7             | 0             | 11            |
| Середній мінімум, °C    | −6            | −4            | 0             | 5             | 11            | 16            | 21            | 21            | 15            | 9             | 2             | −3            | 7             |
| Норма опадів, мм        | 10            | 9             | 20            | 45            | 60            | 85            | 205           | 201           | 85            | 35            | 24            | 9             | 785           |
| ----------------------- | ------------- | ------------- | ------------- | ------------- | ------------- | ------------- | ------------- | ------------- | ------------- | ------------- | ------------- | ------------- | ------------- |
| Джерело: Weatherbase    |               |               |               |               |               |               |               |               |               |               |               |               |               |